# Niko Strobach
Niko Strobach (* 1969 in Braunschweig) ist ein deutscher Philosoph. Er ist Professor für Philosophie mit dem Schwerpunkt Logik und Sprachphilosophie an der Universität Münster.

## Leben
Strobach studierte in Münster und Edinburgh Philosophie sowie etwas Psychologie und Politikwissenschaft. 1995 wurde er in Münster mit einer Arbeit zum Augenblick des Wechsels promoviert. Danach arbeitete er als wissenschaftlicher Assistent von Hermann Weidemann in Münster und Bertram Kienzle in Rostock. Dort habilitierte er sich 2005 mit einer Arbeit über Alternativen in der Raumzeit. Diese Arbeit wurde 2006 mit dem Wolfgang-Stegmüller-Preis der Gesellschaft für Analytische Philosophie (GAP) ausgezeichnet. Zwischen 2006 und 2008 war er wissenschaftlicher Mitarbeiter am Zentrum für Logik, Wissenschaftstheorie und Wissenschaftsgeschichte (ZLWWG) in Rostock und vertrat Professuren in Rostock (Formale Philosophie), Dresden (Logik und Wissenschaftstheorie) und an der HU Berlin (Philosophie der Antike und der Gegenwart). Von 2008 bis 2011 war er Professor für Analytische Philosophie an der Universität des Saarlandes. Seit 2012 ist er Professor in Münster. 
Seit 2001 ist er Mitherausgeber der Reihe Einführung Philosophie der Wissenschaftlichen Buchgesellschaft Darmstadt.

## Forschungsschwerpunkte
Seine Arbeitsschwerpunkte sind in systematischer Hinsicht Logik und Metaphysik, besonders die Philosophie von Raum und Zeit, und in historischer Hinsicht die antike Philosophie.

## Buchveröffentlichungen
- The Moment of Change: A Systematic History in the Philosophy of Space and Time Springer Netherlands 1998, ISBN 978-9-048-15044-1.
- Einführung in die Logik Wissenschaftliche Buchgesellschaft 2011, ISBN 978-3-534-24410-2.
- Alternativen in der Raumzeit: Eine Studie zur philosophischen Anwendung multimodaler Aussagenlogiken Logos Berlin 2007, ISBN 978-3-832-51400-6.
- als Übersetzer und Kommentator: Aristoteles, Analytica Priora Buch II (Aristoteles, Werke in deutscher Übersetzung) De Gruyter 2015, ISBN 978-3-110-44045-4.